# Верхњи Тагил
Верхњи Тагил (рус. Верхний Тагил) град је у Русији у Свердловској области. Према попису становништва из 2010. у граду је живело 12174 становника.

## Становништво
| 1939. | 1959.  | 1970.  | 1979.  | 1989.  | 2002.  | 2010.  |
| ----- | ------ | ------ | ------ | ------ | ------ | ------ |
| 5.873 | 15.371 | 14.903 | 13.632 | 13.127 | 12.571 | 12.174 |